# Штитаста дафина
Штитаста дафина (Elaeagnus umbellata Thunb.) припада истоименој фамилији Elaeagnaceae. Име рода потиче од грчких речи ελατια = маслина и αγνος = конопљика (због сличности са маслином и конопљиком), а име врсте од латинске речи umbella = штит (због штитастих цвасти). Отуда и српски назив штитаста дафина, а такође се среће и назив јесења маслина (израз позајмљен од енглеског назива “autumn olive”). У Индији, где је аутохтона има много назива rib (Бихар); ghain, gehain (Химачал Прадеш) bammerwa, ghain, kenikoli (Панџаб).

## Опис врсте
Штитаста дафина је листопадни жбун, висине око 4 m, Гране су често бодљиве, жутосмеђе и сребрнасте.
Листови су наизменични, елиптични 4-10 cm дуги, широки 2-4 cm, целог и таласастог обода. У младости су листови пекривени сребрнастим љуспама.
Цветови су двополни, жућкасто бели, мирисни и богати нектаром. Појединачни су, или до 7 у пазуху листа, на кратким петељкама. Перигон је четворочлан и звонаст. Прашника има 4. Цвета у априлу.
Плод је округласта до овалана коштуничава ахенија, дуга око 1 cm, у почетку зрења наранџасте боје са сребрним љуспама а када је зрела црвена са сребрним или браон љуспама. Када је зрео, плод је јестив. Плодоноси у августу.
Ахенија (комерцијално семе) је дужине 5,5-7 mm, ширине 2-3 mm, ускоелиптичног облика, сужава се са обе стане. Број зрна у килограму варира од 44.400 до 120.000.

## Ареал
Од природе расте у шумама Химачал Прадеша (Индија) од 1.200 до 2.100 m н.в. Честа је, посебно на сувим и изложеним планинским теренима. Налази се и у Авганистану, северној Кини и Јапану.

## Биоеколошке карактеристике
Врста брзо расте и почиње да плодоноси после 3-5 година. Производи велику количину плода и свако стабло произведе 1-3,5 kg семена годишње. Добро успева на различитом земљишту, и на глиновитом и на песковитом, а најбоље успева на песковитој иловачи. Што се тиче плодности земљишта, најбоља су умерено плодна, али добро успева и на сиромашном земљишту јер њен корен може да веже азот из ваздуха. На тај начин, биљка може да користи азот и када га у земљишту нема довољно. Осим тога, има добру изданачку способност и снажан коренов систем, па се може користити за везивање насипа, косина, падина и еродираних терена. Отпорна је према суши, добро подноси дим и прашину, ниске температуре и до -40 ° и градске услове. Одрасла стабла могу да расту и у полусенци, али слабије плодоносе. Због отпорности према сушним условима, може се користити у заштитним појасевима око поља, кућа и вртова.

## Примена
Када је реч о употреби и значају ове врсте у пејзажној архитектури и хортикултури, њена декоративност се огледа у сребрнастом изгледу и лепим плодовима у јесен. Због допадљивог хабитуса, прилагодљивости климатским условима Србије, али о осталих добрих особина, треба је препоручити за гајење код нас, пре свега у декоративне сврхе, уз дозу опреза због испољавања инвазивности у неким деловима света. Тако је ова врста у централном и источном делу САД једна од најпроблематичнијих, због брзог раста, обилног плодоношења, орнитохорије и лаког прилагођавања различитим типовима станишта и брзог ширења. После сече лако се регенерише. То све омогућава експанзију ове врсте на нова подручја уз угрожавање и потискивање аутохтоних врста. У спречавању неконтролисаног ширења ове врсте, сеча и паљење су се показале као неуспешне мере, јер чак и стимулативно делују на развој нових изданака. За контролу се препоручује једино употреба хербицида.
Ако се штитаста дафина гаји уз воћке у плантажама, забележено је повећање приноса од 10%. У Канади се гаји у плантажама црног орахаа (Juglans nigra).
Плодови су јестиви и дуготрајни. Могу се чувати на собној температури до 15 дана. Слаткастокиселог укуса су, богати протеинима. и витаминима C, А и Е. Семе се користи против кашља и плућних инфекција. Плодови садрже и значајне количине важних масних киселина које су веома неуобичајене за воће, а врши се и истраживање значаја плодова за смањења ризика од рака. Имају 7 to 17 пута више антиоксиданта ликопена од парадајза.

## Унутарврсни таксони
- и - иако су развијене као декоративне сорте могу се гајити и као воћне;
- - има способност већег плодоношења;
- - овај култивар се гаји због сочних плодова за које се каже да су зрели “када опадају у руку”.

## Размножавање
Размножава се семеном и вегетативно. Време сакупљања плода је од септембра до новембра месеца. За ницање семена без неког претходног третмана, потребно је 18 месеци.
Истраживања биолошких и еколошких карактеристика Elaeagnus umbellata Thunb., као једне од потенцијално инвазивних врста код нас показује низак степен инвазивности. Обављена фенолошка осматрања у вези са обилношћу и периодицитетима урода ове врсте и биометријска анализа плода и семена указали су на висок квалитет генеративног репродуктивног материјала. Испитивањем дормантности семена ове врсте у нашим условима, као значајаног фактора контроле потенцијалне инвазивности, констатована је двострука дормантност семена за чије отклањање су потребни комбиновани хемијски третман и вишемесечна стратификација.